# Golden Globe-díj a legjobb televíziós stand-up komikusnak
A legjobb televíziós stand-up komikusnak, hivatalos elnevezéssel a legjobb televíziós stand-up comedy-előadásért járó Golden Globe-díjat (angolul: Golden Globe Award for Best Performance in Stand-Up Comedy on Television) a 2024-ben megtartott 81. gála óta osztják ki. A jelölt előadások kiválasztását és a díjazottakról történő szavazást a 2023-ban feloszlott HFPA utódja, a Golden Globe Alapítvány végzi az amerikai szórakoztatóiparról tudósító külföldi újságírók szavazata alapján.
A díjra azon komikusok előadásai nevezhetők, akik az értékelt időszakban egy hagyományos, legalább 30 perces stand-up műsort adnak elő (nem számítva a forgatókönyvvel készült televíziós sorozatokban való vendégszereplést). Az előadásnak a díjátadót megelőző naptári év során kell megjelennie egy Amerikai Egyesült Államokban sugárzott vagy kábeles csatornán, illetve streaming szolgáltatásban – azonban a közösségi média felületén való megjelenés nem tekinthető jogosultságnak.
A díjra nevezhetők egyedül fellépő humoristák vagy előadói közösségek, akik közül évente hat kerül jelölésre.

## Díjazottak és jelöltek
Győztes színész
| Év              | Díjazott        | Műsor                              | Csatorna      | Megj.   |
| --------------- | --------------- | ---------------------------------- | ------------- | ------- |
| 2023 (81. gála) | Ricky Gervais   | Ricky Gervais: Armageddon          | Netflix       | [ * 1 ] |
| 2023 (81. gála) | Trevor Noah     | Trevor Noah: Where Was I           | Netflix       | [ * 1 ] |
| 2023 (81. gála) | Chris Rock      | Chris Rock: Selective Outrage      | Netflix       | [ * 1 ] |
| 2023 (81. gála) | Amy Schumer     | Amy Schumer: Emergency Contact     | Netflix       | [ * 1 ] |
| 2023 (81. gála) | Sarah Silverman | Sarah Silverman: Someone You Love  | HBO           | [ * 1 ] |
| 2023 (81. gála) | Wanda Sykes     | Wanda Sykes: I'm an Entertainer    | Netflix       | [ * 1 ] |
| 2024 (82. gála) | Ali Wong        | Ali Wong: Single Lady              | Netflix       | [ * 2 ] |
| 2024 (82. gála) | Jamie Foxx      | Jamie Foxx: What Had Happened Was… | Netflix       | [ * 2 ] |
| 2024 (82. gála) | Nikki Glaser    | Nikki Glaser: Someday You'll Die   | HBO / HBO Max | [ * 2 ] |
| 2024 (82. gála) | Seth Meyers     | Seth Meyers: Dad Man Walking       | HBO / Max     | [ * 2 ] |
| 2024 (82. gála) | Adam Sandler    | Adam Sandler: Love You             | Netflix       | [ * 2 ] |
| 2024 (82. gála) | Ramy Youssef    | Ramy Youssef: More Feelings        | HBO / Max     | [ * 2 ] |